# Psammoclema finmarchicum
Psammoclema finmarchicum är en svampdjursart som först beskrevs av Jörn Hentschel 1929.  Psammoclema finmarchicum ingår i släktet Psammoclema och familjen Chondropsidae.
Artens utbredningsområde är Norge. Inga underarter finns listade i Catalogue of Life.